# Institut Franklin et Eleanor Roosevelt
Pour les articles homonymes, voir FERI.
L'Institut Franklin et Eleanor Roosevelt (de son nom anglais le Franklin and Eleanor Roosevelt Institute (FERI), situé à Hyde Park (New York), est la branche à but non lucratif du musée et de la bibliothèque présidentielle Franklin D. Roosevelt qui est la plus ancienne bibliothèque présidentielle américaine.
Son but est d’informer les nouvelles générations des idéaux et des réalisations de Franklin D. Roosevelt et d’Eleanor Roosevelt.